# HD 108874 c
HD 108874 c — холодный юпитер, вращающийся вокруг жёлтого карлика HD 108874. Открыт методом доплеровской спектроскопии в 2003 году.